# 23013 Carolsmyth
23013 Carolsmyth este un asteroid din centura principală de asteroizi.

## Descriere
23013 Carolsmyth este un asteroid din centura principală de asteroizi. A fost descoperit pe 14 noiembrie 1999 la Socorro, New Mexico, în cadrul proiectului LINEAR. Asteroidul prezintă o orbită caracterizată de o semiaxă mare de 2,40 ua, o excentricitate de 0,18 și o înclinație de 3,1° în raport cu ecliptica.